# Roscoea ganeshensis
Roscoea ganeshensis là một loài thực vật có hoa trong họ Gừng. Loài này được Elizabeth Jill Cowley và William John Baker miêu tả khoa học đầu tiên năm 1996.

## Từ nguyên
Tính từ định danh ganeshensis lấy theo địa danh nơi loài được thu thập lần đầu tiên là dãy núi Ganesh Himal ở miền trung Nepal.

## Phân bố
Loài này được tìm thấy ở các bờ đá dốc trên cao độ khoảng 1.900 m trong thung lũng Buri Gandaki trong dãy núi Ganesh Himal (một phần của dãy núi Himalaya) ở miền trung Nepal.

## Mô tả
Về hình thái, R. ganeshensis trông giống như phiên bản thu nhỏ của R. purpurea, loài cũng có ở khu vực này. R. ganeshensis thường cao 12–15 cm, với 5-6 lá. Phiến lá 6–20 cm × 2.7–5.3 cm. Bẹ lá nhăn, màu lục ánh vàng. Ở điểm nối phiến lá và bẹ lá có các cấu trúc nhỏ trong suốt (lưỡi bẹ), kích thước 0.5–2 mm. Cuống cụm hoa không lộ ra khỏi bẹ lá. Cụm hoa là cành hoa dạng bông thóc chứa vài hoa màu tía, đôi khi với đốm sẫm màu ở gốc cánh môi. Lá bắc màu vàng-lục, 8–13 cm, đối diện với hoa. Đài hoa hình ống, ~5–8 cm. Ba cánh hoa tạo thành ống tràng, ~8,5 cm, kết thúc bằng 3 thùy tràng: thùy trung tâm thẳng, 2 thùy bên hơi ngắn hơn. Thùy trung tâm ~3–3.5 cm × 1–1.4 cm, bên ngoài nhạt màu hơn với 9 gân màu tía, màu tía bên trong tại đỉnh và màu tía với các sọc trắng phía dưới. Thùy bên 2.7–3.1 cm × 0.6–0.9 cm, cũng màu tía và nhạt hơn tại gốc. Bên trong các cánh hoa là các cấu trúc hình thành từ 4 nhị vô sinh (nhị lép). Hai nhị lép bên trông giống như các cánh hoa nhỏ, ~1.6–2 cm bao gồm cả cựa hẹp ~0.2–0.5 cm tại gốc. Hai nhị lép trung tâm hợp sinh tại gốc tạo thành cánh môi, ~3.6–4.5 cm × 2.5–3.5 cm. Cánh môi màu tía với bề mặt nhăn nhúm và chẻ tới 1,5 cm thành 2 thùy. Nhị sinh sản 1 màu trắng với bao phấn thẳng, ~8 mm, sinh trên chỉ nhị dài 4–5 mm. Cựa ngắn màu kem hình thành từ mô liên kết giữa 2 nang bao phấn, ~1.5–3 mm. Bầu nhụy 3 ngăn, ~5–11 mm. Trong vùng bản địa của nó, R. ganeshensis ra hoa tháng 8-9.
Phân tích phát sinh chủng loài phân tử cho thấy nó dường như có quan hệ họ hàng gần với R. capitata. R. ganeshensis có thể phân biệt với các loài Roscoea tương tự khác ở chỗ các đốt của nó rất ngắn, lá có lông mịn che phủ cũng như bề ngoài của cánh môi là nhăn nhúm với các "vai" rất khác biệt ở các góc phía trên cánh môi.